# Coeficiente UEFA
Criado em 1979, o Coeficiente UEFA é um valor usado para para classificar as ligas nacionais, clubes e seleções associados à UEFA, administradora das principais modalidades futebolísticas na Europa e parte da Ásia.
A UEFA publica rankings por temporada, num período de cinco anos e num período de dez anos. Para as competições masculinas e femininas, três conjuntos de coeficientes são calculados:
- Coeficiente dos clubes: classifica os clubes de forma individualmente, usado nos sorteios da Liga dos Campeões, Liga Europa, Taça dos Vencedores da Taça (até 1999) e Liga Conferência (desde 2021). Para o formato expandido do Mundial de Clubes da FIFA de 2025, a UEFA usou um estilo misto de classificação, com os vencedores da Liga dos Campeões entre 2021 e 2024 garantindo um lugar na competição e as outras 8 equipas escolhidas com base no seu Coeficiente de Clubes da UEFA.[3]
- Coeficiente das associações (ligas nacionais): classifica o desempenho coletivo dos clubes de cada país, sendo usado para calcular o número de lugares disponíveis para cada liga por competição (Liga dos Campeões, Liga Europa e Liga Conferência) e em que fase os clubes entram.
- Coeficiente das seleções: entre 1997 e 2017 foi usado para a classificação para os torneios de qualificação para o Campeonato Europeu. A partir de 2017 a UEFA utiliza o ranking geral da Liga das Nações para o sorteio dos grupos da fase de qualificação do Campeonato Europeu e o ranking geral dessa fase para o sorteio da fase de grupos.

## Coeficiente dos Clubes

### Masculino
Introduzido pela primeira vez em 1990, com vários princípios de cálculo aplicados ao longo dos anos, atualmente o coeficiente do clube é a soma dos pontos ganhos pelo clube na Liga dos Campeões da UEFA, na Liga Europa da UEFA e na Liga da Conferência da UEFA nas cinco épocas anteriores ou 20% do coeficiente da associação do clube no mesmo período, consoante o coeficiente que for mais elevado. Esta classificação é utilizada pela UEFA para determinar a colocação de um clube nos sorteios das fases de qualificação e de liga da Liga dos Campeões, da Liga Europa e da Liga da Conferência.
| Ronda                                                                             | Atribuição dos pontos                              | Atribuição dos pontos                              | Atribuição dos pontos |
| Ronda                                                                             | Liga dos Campeões                                  | Liga Europa                                        | Liga Conferência      |
| --------------------------------------------------------------------------------- | -------------------------------------------------- | -------------------------------------------------- | --------------------- |
| Eliminação na primeira pré-eliminatória                                           | Disputa a 2.ª pré-eliminatória da Liga Conferência | Disputa a 2.ª pré-eliminatória da Liga Conferência | 1                     |
| Eliminação na segunda pré-eliminatória                                            | Disputa a 3.ª pré-eliminatória da Liga Europa      | Disputa a 3.ª pré-eliminatória da Liga Conferência | 1,5                   |
| Eliminação na terceira pré-eliminatória                                           | Disputa o play-off da Liga Europa                  | Disputa o play-off da Liga Conferência             | 2                     |
| Eliminação no play-off                                                            | Disputa a fase de liga da Liga Europa              | Disputa a fase de liga da Liga Conferência         | 2,5                   |
| Participação na fase de liga                                                      | –                                                  | 3 (no mínimo)                                      | 2,5 (no mínimo)       |
| Vitória em jogos a partir da fase de liga (exceto no play-off da fase a eliminar) | 2                                                  | 2                                                  | 2                     |
| Empate em jogos a partir da fase de liga (exceto no play-off da fase a eliminar)  | 1                                                  | 1                                                  | 1                     |
| Bónus da participação na fase de liga                                             | 6                                                  | –                                                  | –                     |
| Incremento no bónus da participação na fase de liga (24º–9º)                      | 0.25                                               | 0.25                                               | 0.125                 |
| Incremento no bónus da participação na fase de liga (8º–1º)                       | 0.25                                               | 0.25                                               | 0.25                  |
| Bónus máximo da participação na fase de liga (1º lugar)                           | 12                                                 | 6                                                  | 4                     |
| Bónus de participação em cada fase a eliminar (Oitavos, Quartos, Semis, Final)    | 1,5                                                | 1                                                  | 0,5                   |

#### Ranking 2024–25
| Rank | Clube               | Associação | Épocas  | Épocas  | Épocas  | Épocas  | Épocas  | Coeficiente | Coeficiente |
| Rank | Clube               | Associação | 2020–21 | 2021–22 | 2022–23 | 2023–24 | 2024–25 | Total       | 20% CA      |
| ---- | ------------------- | ---------- | ------- | ------- | ------- | ------- | ------- | ----------- | ----------- |
| 1    | Real Madrid         | Espanha    | 26,000  | 30,000  | 29,000  | 34,000  | 24,500  | 143,500     | 18,890      |
| 2    | Manchester City     | Inglaterra | 35,000  | 27,000  | 33,000  | 28,000  | 14,750  | 137,750     | 23,039      |
| 3    | Bayern Munich       | Alemanha   | 27,000  | 26,000  | 27,000  | 28,000  | 27,250  | 135,250     | 17,266      |
| 4    | Liverpool           | Inglaterra | 24,000  | 33,000  | 19,000  | 20,000  | 29,500  | 125,500     | 23,039      |
| 5    | Paris Saint-Germain | França     | 24,000  | 19,000  | 19,000  | 23,000  | 31,500  | 116,500     | 14,561      |
| 6    | Inter Milan         | Itália     | 9,000   | 18,000  | 29,000  | 20,000  | 40,250  | 116,250     | 19,446      |
| 7    | Chelsea             | Inglaterra | 33,000  | 25,000  | 21,000  | –       | 30,000  | 109,000     | 23,039      |
| 8    | Borussia Dortmund   | Alemanha   | 22,000  | 10,000  | 18,000  | 29,000  | 27,750  | 106,750     | 17,266      |
| 9    | Roma                | Itália     | 24,000  | 23,000  | 22,000  | 21,000  | 14,500  | 104,500     | 19,446      |
| 10   | Barcelona           | Espanha    | 20,000  | 15,000  | 9,000   | 23,000  | 36,250  | 103,250     | 18,890      |
| 11   | Manchester United   | Inglaterra | 26,000  | 18,000  | 19,000  | 7,000   | 32,500  | 102,500     | 23,039      |
| 12   | Arsenal             | Inglaterra | 23,000  | –       | 17,000  | 22,000  | 36,000  | 98,000      | 23,039      |
| 13   | Bayer Leverkusen    | Alemanha   | 10,000  | 14,000  | 19,000  | 29,000  | 23,250  | 95,250      | 17,266      |
| 14   | Atlético Madrid     | Espanha    | 16,000  | 19,000  | 8,000   | 24,000  | 26,500  | 93,500      | 18,890      |
| 15   | Benfica             | Portugal   | 10,000  | 20,000  | 25,000  | 14,000  | 18,750  | 87,750      | 12,453      |
| 16   | Atalanta            | Itália     | 17,000  | 16,000  | –       | 28,000  | 21,000  | 82,000      | 19,446      |
| 17   | Villarreal          | Espanha    | 30,000  | 24,000  | 12,000  | 16,000  | –       | 82,000      | 18,890      |
| 18   | Porto               | Portugal   | 23,000  | 10,000  | 18,000  | 19,000  | 9,750   | 79,750      | 12,453      |
| 19   | Milan               | Itália     | 12,000  | 7,000   | 24,000  | 16,000  | 19,000  | 78,000      | 19,446      |
| 20   | Leipzig             | Alemanha   | 17,000  | 17,000  | 18,000  | 18,000  | 8,000   | 78,000      | 17,266      |
| 21   | Lazio               | Itália     | 17,000  | 9,000   | 6,000   | 18,000  | 26,000  | 76,000      | 19,446      |
| 22   | Juventus            | Itália     | 21,000  | 20,000  | 17,000  | –       | 16,250  | 74,250      | 19,446      |
| 23   | Eintracht Frankfurt | Alemanha   | –       | 28,000  | 16,000  | 7,000   | 23,000  | 74,000      | 17,266      |
| 24   | Club Brugge         | Bélgica    | 11,000  | 7,000   | 17,000  | 21,000  | 15,750  | 71,750      | 11,370      |
| 25   | Rangers             | Escócia    | 15,000  | 19,000  | 4,000   | 14,000  | 19,250  | 71,250      | 7,110       |

 Atualizado em 31 de maio de 2025

### Feminino
O cálculo dos pontos é igual ao do futebol masculino, no sentido em que o coeficiente do clube corresponde à soma dos pontos ganhos pelo clube nas competições da UEFA nas cinco épocas anteriores ou 20% do coeficiente da associação do clube no mesmo período, consoante o coeficiente que for mais elevado, porém como até à temporada de 2024–25 a única competição europeia feminina era a Liga dos Campeões, a atribuição dos pontos é efetuada de forma diferente.
| Ronda                                     | Atribuição dos pontos |
| Ronda                                     | Liga dos Campeões     |
| ----------------------------------------- | --------------------- |
| Eliminação na ronda pré-eliminatória      | 0,5                   |
| Quarto lugar da 1ª ronda                  | 1                     |
| Terceiro lugar da 1ª ronda                | 1.5                   |
| Segundo lugar da 1ª ronda                 | 2                     |
| Eliminação na 1ª ronda                    | 3                     |
| Participação na fase de grupos            | 4                     |
| Vitória em jogos a partir da fase de liga | 2                     |
| Empate em jogos a partir da fase de liga  | 1                     |
| Participação nos Quartos, Semis e Final   | 1                     |

#### Ranking 2024–25
| Rank | Clube               | Associação    | Épocas  | Épocas  | Épocas  | Épocas  | Épocas  | Coeficiente | Coeficiente |
| Rank | Clube               | Associação    | 2020–21 | 2021–22 | 2022–23 | 2023–24 | 2024–25 | Total       | 20% CA      |
| ---- | ------------------- | ------------- | ------- | ------- | ------- | ------- | ------- | ----------- | ----------- |
| 1    | Barcelona           | Espanha       | 22,000  | 25,000  | 26,000  | 26,000  | 25,000  | 124,000     | 13,399      |
| 2    | Lyon                | França        | 15,000  | 25,000  | 15,000  | 25,000  | 24,000  | 104,000     | 13,666      |
| 3    | Chelsea             | Inglaterra    | 20,000  | 12,000  | 20,000  | 21,000  | 20,000  | 93,000      | 13,699      |
| 4    | Bayern Munich       | Alemanha      | 20,000  | 15,000  | 17,000  | 10,000  | 14,000  | 76,000      | 12,266      |
| 5    | Wolfsburg           | Alemanha      | 13,000  | 19,000  | 23,000  | 3,000   | 11,000  | 69,000      | 12,266      |
| 6    | Paris Saint-Germain | França        | 15,000  | 21,000  | 13,000  | 17,000  | 3,000   | 69,000      | 13,666      |
| 7    | Arsenal             | Inglaterra    | –       | 12,000  | 18,000  | 2,000   | 23,000  | 55,000      | 13,699      |
| 8    | Real Madrid         | Espanha       | –       | 13,000  | 10,000  | 5,000   | 15,000  | 43,000      | 13,399      |
| 9    | Juventus            | Itália        | 3,000   | 15,000  | 11,000  | 2,000   | 8,000   | 39,000      | 7,600       |
| 10   | Manchester City     | Inglaterra    | 15,000  | 3,000   | 2,000   | –       | 17,000  | 37,000      | 13,699      |
| 11   | Benfica             | Portugal      | 3,000   | 7,000   | 8,000   | 12,000  | 3,000   | 33,000      | 6,600       |
| 12   | Roma                | Itália        | –       | –       | 14,000  | 8,000   | 10,000  | 32,000      | 7,600       |
| 13   | Häcken              | Suécia        | 3,000   | 6,000   | 3,000   | 13,000  | 3,000   | 28,000      | 4,933       |
| 14   | St. Pölten          | Áustria       | 9,000   | 2,000   | 7,000   | 5,000   | 4,000   | 27,000      | 4,150       |
| 15   | Slavia Prague       | Chéquia       | 4,000   | 3,000   | 6,000   | 8,000   | 3,000   | 24,000      | 3,866       |
| 16   | Rosengård           | Suécia        | 12,000  | 3,000   | 4,000   | 5,000   | –       | 24,000      | 4,933       |
| 17   | Sparta Prague       | Chéquia       | 10,000  | 3,000   | 3,000   | 3,000   | 2,000   | 21,000      | 3,866       |
| 18   | Ajax                | Países Baixos | 3       | –       | 3,000   | 13,000  | 2,000   | 21,000      | 4,200       |
| 19   | Brann               | Noruega       | –       | –       | 3,000   | 14,000  | –       | 17,000      | 4,600       |
| 20   | Twente              | Países Baixos | –       | 3,000   | 2,000   | 3,000   | 8,000   | 16,000      | 4,200       |
| 21   | Vålerenga           | Noruega       | 5,000   | 3,000   | –       | 3,000   | 5,000   | 16,000      | 4,600       |
| 22   | Vorskla             | Ucrânia       | 5,000   | –       | 3,000   | 3,000   | 3,000   | 14,000      | 3,800       |
| 23   | Paris               | França        | –       | –       | 2,000   | 9,000   | 3,000   | 14,000      | 13,666      |
| 24   | Manchester United   | Inglaterra    | –       | –       | –       | 3,000   | –       | 3,000       | 13,699      |
| 25   | Bordeaux            | França        | –       | 3,000   | –       | –       | –       | 3,000       | 13,666      |

 Atualizado em 31 de maio de 2025

## Coeficiente das Associações
Este coeficiente classifica as ligas nacionais europeias com base nas prestações dos seus clubes nas competições europeias. Para calcular os pontos de cada liga numa temporada é feita a média dos pontos acumulados pelos clubes dessa liga, sendo essa média arredondada para baixo à terceira casa decimal (ex. 2,55555 é arredondado para 2,555). A pontuação final de cada liga é a soma das pontuações das últimas cinco temporadas. A classificação final no final da época de 2024–25 será utilizada para determinar o número de lugares para cada associação nas competições de clubes da UEFA de 2026–27.

### Ranking 2024–25

#### Masculino
| Rank | Associação    | Épocas  | Épocas  | Épocas  | Épocas  | Épocas  | Total   | Nº de equipas em 2026–27 | Nº de equipas em 2026–27 | Nº de equipas em 2026–27 | Nº de equipas em 2026–27 |
| Rank | Associação    | 2020–21 | 2021–22 | 2022–23 | 2023–24 | 2024–25 | Total   | LdC                      | LE                       | LC                       | Total                    |
| ---- | ------------- | ------- | ------- | ------- | ------- | ------- | ------- | ------------------------ | ------------------------ | ------------------------ | ------------------------ |
| 1    | Inglaterra    | 24,357  | 21,000  | 23,000  | 17,375  | 29,464  | 115,196 | 4                        | 2                        | 1                        | 7                        |
| 2    | Itália        | 16,285  | 15,714  | 22,357  | 21,000  | 21,875  | 97,231  | 4                        | 2                        | 1                        | 7                        |
| 3    | Espanha       | 19,500  | 18,428  | 16,571  | 16,062  | 23,892  | 94,453  | 4                        | 2                        | 1                        | 7                        |
| 4    | Alemanha      | 15,214  | 16,214  | 17,125  | 19,357  | 18,421  | 86,331  | 4                        | 2                        | 1                        | 7                        |
| 5    | França        | 7,916   | 18,416  | 12,583  | 16,250  | 17,642  | 72,807  | 4                        | 2                        | 1                        | 7                        |
| 6    | Países Baixos | 9,200   | 19,200  | 13,500  | 10,000  | 15,25   | 67,150  | 3                        | 2                        | 1                        | 6                        |
| 7    | Portugal      | 9,600   | 12,916  | 12,500  | 11,000  | 16,25   | 62,266  | 2                        | 2                        | 1                        | 5                        |
| 8    | Bélgica       | 6,000   | 6,600   | 14,200  | 14,400  | 15,65   | 56,850  | 2                        | 2                        | 1                        | 5                        |
| 9    | Chéquia       | 6,600   | 6,700   | 6,750   | 13,500  | 10,550  | 44,100  | 2                        | 2                        | 1                        | 5                        |
| 10   | Turquia       | 3,100   | 6,700   | 11,800  | 12,000  | 10,300  | 43,900  | 2                        | 2                        | 1                        | 5                        |
| 11   | Noruega       | 6,500   | 7,625   | 5,750   | 8,000   | 11,812  | 39,687  | 2                        | 2                        | 1                        | 5                        |
| 12   | Grécia        | 5,100   | 8,000   | 2,125   | 11,400  | 12,687  | 39,312  | 2                        | 2                        | 1                        | 5                        |
| 13   | Áustria       | 6,700   | 10,400  | 4,900   | 4,800   | 9,650   | 36,450  | 2                        | 2                        | 1                        | 5                        |
| 14   | Escócia       | 8,500   | 7,900   | 3,500   | 6,400   | 9,250   | 35,550  | 2                        | 2                        | 1                        | 5                        |
| 15   | Polónia       | 4,000   | 4,625   | 7,750   | 6,875   | 11,750  | 35,000  | 2                        | 1                        | 2                        | 5                        |
| 16   | Dinamarca     | 4,125   | 7,800   | 5,900   | 8,500   | 7,656   | 33,981  | 2                        | 1                        | 2                        | 5                        |
| 17   | Suiça         | 5,125   | 7,750   | 8,500   | 5,200   | 7,050   | 33,625  | 2                        | 1                        | 2                        | 5                        |
| 18   | Israel        | 7,000   | 6,750   | 6,250   | 8,750   | 2,875   | 31,625  | 1                        | 1                        | 2                        | 4                        |
| 19   | Chipre        | 4,000   | 4,125   | 5,100   | 3,750   | 10,562  | 27,537  | 1                        | 1                        | 2                        | 4                        |
| 20   | Suécia        | 2,500   | 5,125   | 6,250   | 1,875   | 11,375  | 27,125  | 1                        | 1                        | 2                        | 4                        |
| 21   | Croácia       | 5,900   | 6,000   | 3,375   | 5,875   | 5,875   | 27,025  | 1                        | 1                        | 2                        | 4                        |
| 22   | Sérvia        | 5,500   | 9,500   | 5,375   | 1,400   | 3,725   | 25,500  | 1                        | 1                        | 2                        | 4                        |
| 23   | Ucrânia       | 6,800   | 4,200   | 5,70    | 4,100   | 3,600   | 24,400  | 1                        | 1                        | 2                        | 4                        |
| 24   | Húngria       | 4,250   | 2,750   | 5,875   | 4,500   | 6,625   | 24,000  | 1                        | 1                        | 2                        | 4                        |
| 25   | Roménia       | 3,750   | 2,250   | 6,250   | 3,250   | 7,750   | 23,250  | 1                        | 1                        | 2                        | 4                        |

 Atualizado em 31 de maio de 2025

#### Feminino
| Rank | Associação           | Épocas  | Épocas  | Épocas  | Épocas  | Épocas  | Total  | Nº de equipas em 2026–27 | Nº de equipas em 2026–27 | Nº de equipas em 2026–27 |
| Rank | Associação           | 2020–21 | 2021–22 | 2022–23 | 2023–24 | 2024–25 | Total  | LdC                      | TE                       | Total                    |
| ---- | -------------------- | ------- | ------- | ------- | ------- | ------- | ------ | ------------------------ | ------------------------ | ------------------------ |
| 1    | Inglaterra           | 17,500  | 9,000   | 13,333  | 8,666   | 20,000  | 68,499 | 3                        | 0                        | 3                        |
| 2    | França               | 15,000  | 16,333  | 10,000  | 17,000  | 10,000  | 68,333 | 3                        | 0                        | 3                        |
| 3    | Espanha              | 15,500  | 13,666  | 13,000  | 11,000  | 13,833  | 66,999 | 3                        | 0                        | 3                        |
| 4    | Alemanha             | 16,500  | 14,666  | 14,000  | 7,333   | 8,833   | 61,332 | 3                        | 0                        | 3                        |
| 5    | Itália               | 5,000   | 8,500   | 12,500  | 5,000   | 7,000   | 38,000 | 3                        | 0                        | 3                        |
| 6    | Portugal             | 3,000   | 7,000   | 8,000   | 12,000  | 3,000   | 33,000 | 3                        | 0                        | 3                        |
| 7    | Suécia               | 7,500   | 3,666   | 2,833   | 6,500   | 4,166   | 24,665 | 3                        | 0                        | 3                        |
| 8    | Noruega              | 5,500   | 2,500   | 3,000   | 8,500   | 3,500   | 23,000 | 2                        | 1                        | 3                        |
| 9    | Países Baixos        | 3,000   | 2,500   | 2,500   | 8,000   | 5,000   | 21,000 | 2                        | 1                        | 3                        |
| 10   | Áustria              | 9,000   | 2,000   | 4,250   | 3,000   | 2,500   | 20,750 | 2                        | 1                        | 3                        |
| 11   | Chéquia              | 7,000   | 2,333   | 3,333   | 4,166   | 2,500   | 19,332 | 2                        | 1                        | 3                        |
| 12   | Ucrânia              | 5,000   | 7,000   | 3,000   | 2,000   | 2,000   | 19,000 | 2                        | 1                        | 3                        |
| 13   | Dinamarca            | 7,000   | 2,750   | 2,000   | 1,50    | 1,500   | 14,750 | 2                        | 1                        | 3                        |
| 14   | Suiça                | 3,000   | 2,500   | 2,750   | 3,000   | 3,000   | 14,250 | 2                        | 0                        | 2                        |
| 15   | Albânia              | 2,000   | 3,000   | 4,000   | 2,000   | 2,000   | 13,000 | 2                        | 0                        | 2                        |
| 16   | Escócia              | 3,000   | 2,000   | 2,000   | 2,500   | 2,500   | 12,000 | 2                        | 0                        | 2                        |
| 17   | Chipre               | 2,000   | 3,000   | 2,000   | 3,000   | 2,000   | 12,000 | 2                        | 0                        | 2                        |
| 18   | Islândia             | 2,000   | 3,250   | 2,250   | 2,250   | 2,000   | 11,750 | 1                        | 1                        | 2                        |
| 19   | Sérvia               | 3,000   | 2,000   | 2,000   | 3,000   | 1,500   | 11,500 | 1                        | 1                        | 2                        |
| 20   | Bielorrússia         | 5,000   | 1,500   | 2,000   | 1,500   | 1,250   | 11,250 | 1                        | 1                        | 2                        |
| 21   | Bélgica              | 2,000   | 2,000   | 2,000   | 2,000   | 3,000   | 11,000 | 1                        | 1                        | 2                        |
| 22   | Eslovenia            | 3,000   | 2,000   | 1,500   | 1,500   | 3,000   | 11,000 | 1                        | 1                        | 2                        |
| 23   | Croácia              | 1,000   | 3,000   | 1,500   | 2,000   | 3,000   | 10,500 | 1                        | 1                        | 2                        |
| 24   | Roménia              | 2,000   | 1,000   | 2,000   | 3,000   | 2,000   | 10,000 | 1                        | 1                        | 2                        |
| 25   | Bósnia e Herzegovina | 2,000   | 1,500   | 3,000   | 1,500   | 2,000   | 10,000 | 1                        | 0                        | 1                        |

 Atualizado em 31 de maio de 2025

## Coeficientes das Seleções
Entre 1997 e 2017 o coeficiente tinha em conta os jogos das seleções nas qualificações para os últimos 3 torneios internacionais (Europeus ou Mundiais) nas 2 últimas fases finais dos mesmos. Por exemplo, para o cálculo do ranking a ser utilizado na definição dos grupos de qualificação para o Europeu de 2012 na Polónia/Ucrânia, foram considerados todos os jogos de apuramento e fase final do Mundial de 2006 na Alemanha, todos os jogos de apuramento e fase final do Europeu de 2008 na Áustria/Suíça e os jogos da fase de qualificação para o Mundial de 2010 na África do Sul.
Com a criação da Liga das Nações, a UEFA passou a usar o ranking geral da nova competição para o sorteio dos grupos da fase de qualificação do Europeu e o ranking geral dessa fase para o sorteio da fase de grupos.

### Ranking geral da Liga das Nações 2024–25
Legenda
| Aumento | Promoção 2026–27    |
| Estável | Manutenção 2026–27  |
| Baixa   | Despromoção 2026–27 |

Liga A
| Rank | Seleção       | P/M     |
| ---- | ------------- | ------- |
| 1    | Portugal      | Estável |
| 2    | Espanha       | Estável |
| 3    | França        | Estável |
| 4    | Alemaha       | Estável |
| 5    | Itália        | Estável |
| 6    | Países Baixos | Estável |
| 7    | Dinamarca     | Estável |
| 8    | Croácia       | Estável |
| 9    | Sérvia        | Estável |
| 10   | Bélgica       | Estável |
| 11   | Inglaterra    | Aumento |
| 12   | Noruega       | Aumento |
| 13   | País de Gales | Aumento |
| 14   | Chéquia       | Aumento |
| 15   | Grécia        | Aumento |
| 16   | Turquia       | Aumento |

Liga B
| Rank | Seleção              | P/M/D   |
| ---- | -------------------- | ------- |
| 17   | Escócia              | Baixa   |
| 18   | Húngria              | Baixa   |
| 19   | Polónia              | Baixa   |
| 20   | Israel               | Baixa   |
| 21   | Suiça                | Baixa   |
| 22   | Bósnia e Herzegovina | Baixa   |
| 23   | Áustria              | Estável |
| 24   | Ucrânia              | Estável |
| 25   | Eslovenia            | Estável |
| 26   | Geórgia              | Estável |
| 27   | Irlanda              | Estável |
| 28   | Roménia              | Aumento |
| 29   | Suécia               | Aumento |
| 30   | Macedónia do Norte   | Aumento |
| 31   | Irlanda do Norte     | Aumento |
| 32   | Kosovo               | Aumento |

Liga C
| Rank  | Seleção      | P/M/D   |
| ----- | ------------ | ------- |
| 33    | Islândia     | Baixa   |
| 34    | Albânia      | Baixa   |
| 35    | Montenegro   | Baixa   |
| 36    | Cazaquistão  | Baixa   |
| 37    | Finlândia    | Baixa   |
| 38    | Eslováquia   | Estável |
| 39    | Bulgária     | Estável |
| 40    | Arménia      | Estável |
| 41    | Bielorrússia | Estável |
| 42    | Ilhas Faroé  | Estável |
| 43    | Chipre       | Estável |
| 44    | Estónia      | Estável |
| 45–48 | Play-off C/D | *       |
| 45–48 | Play-off C/D | *       |
| 45–47 | Moldávia     | Aumento |
| 46–48 | San Marino   | Aumento |

Liga D
| Rank  | Seleção       | M/D     |
| ----- | ------------- | ------- |
| 49–51 | Azerbaijão    | Baixa   |
| 50–52 | Lituânia      | Baixa   |
| 49–52 | Play-off C/D  | *       |
| 49–52 | Play-off C/D  | *       |
| 53    | Liechtenstein | Estável |
| 54    | Andorra       | Estável |

| Seleção Suspensa |
| ---------------- |
| Rússia           |

 Atualizado em 23 de março de 2025

## Ligações Externas
- UEFA